# La Alberguería de Argañán
La Alberguería de Argañán è un comune spagnolo di 170 abitanti situato nella comunità autonoma di Castiglia e León.